# 0521
0521 è il prefisso telefonico del distretto di Parma, appartenente al compartimento di Bologna.
Il distretto comprende la parte orientale della provincia di Parma. Confina con i distretti di Cremona (0372) e di Casalmaggiore (0375) a nord, di Reggio Emilia (0522) a est, della Spezia (0187) a sud, di Fornovo di Taro (0525) e di Fidenza (0524) a ovest.

## Aree locali e comuni
Il distretto di Parma comprende ventitré comuni compresi nelle quattro aree locali di Collecchio, Langhirano (ex settori di Corniglio, Langhirano, Palanzano e Traversetolo), Parma e San Secondo Parmense (ex settori di Colorno e San Secondo Parmense). I comuni compresi nel distretto sono: Collecchio, Colorno, Corniglio, Felino, Fontanellato, Fontevivo, Langhirano, Lesignano de' Bagni,  Monchio delle Corti, Montechiarugolo, Neviano degli Arduini, Noceto, Palanzano, Parma, Roccabianca, Sala Baganza, San Secondo Parmense, Sissa Trecasali, Sorbolo Mezzani, Tizzano Val Parma, Torrile e Traversetolo .